# Friedhof Göggingen
Der Friedhof Göggingen liegt im Stadtteil Göggingen von Augsburg. Er ist als Baudenkmal ausgewiesen.

## Geschichte
Im Jahre 1875 erfolgte die erste Beerdigung auf dem Friedhof von Göggingen. Insgesamt wurde der Gottesacker fünfmal erweitert, zuletzt im Jahre 1976. Der alte Kern befindet sich im Süden, mit Grabdenkmälern des 19./20. Jahrhunderts. Sehenswert ist das imposante Grabdenkmal von Friedrich Hessing, dem Gründer der Hessing-Klinik. Durch die verschiedenen Erweiterungen ist der Friedhof Göggingen sehr unterschiedlich strukturiert. Er vereinigt in sich: Alleequartier-, Wald- und Parkfriedhof.
Als Göggingen von 1969 bis 1972 eine eigenständige Stadt war, wurden das Leichenhaus, die Aussegnungshalle mit großen Farbglasfenstern und einem Kreuzrelief des Bildhauers Sepp Mastaller sowie das Verwaltungsgebäude vom Architekten Michael Egger geplant und gebaut. Mit der Eingemeindung Göggingens in die Stadt Augsburg ging die Zuständigkeit für den Friedhof an die Friedhofsverwaltung der Stadt Augsburg über.
Aufgrund seiner Lage mitten in einem Wohngebiet am Rand der Wertachauen wird der Friedhof auch als Park genutzt.
Auf dem Feld T 76/7 gibt es ein islamisches Gräberfeld mit rund 20 Grabfeldern. Auch ein russisches Gräberfeld befindet sich auf dem Friedhof. Die „Vereinigung der Verfolgten des Naziregimes“ (Kreisvereinigung Augsburg) geht auf ihrer Homepage davon aus, dass es sich um Gräber von Zwangsarbeitern des Gögginger Lagers handelt. Da die „Vereinigung der Verfolgten des Naziregimes“ keine Quellenangabe angibt, ist der Wahrheitsgehalt dieser Aussage nicht mit der erforderlich historischen Akribie belegbar.

## Galerie

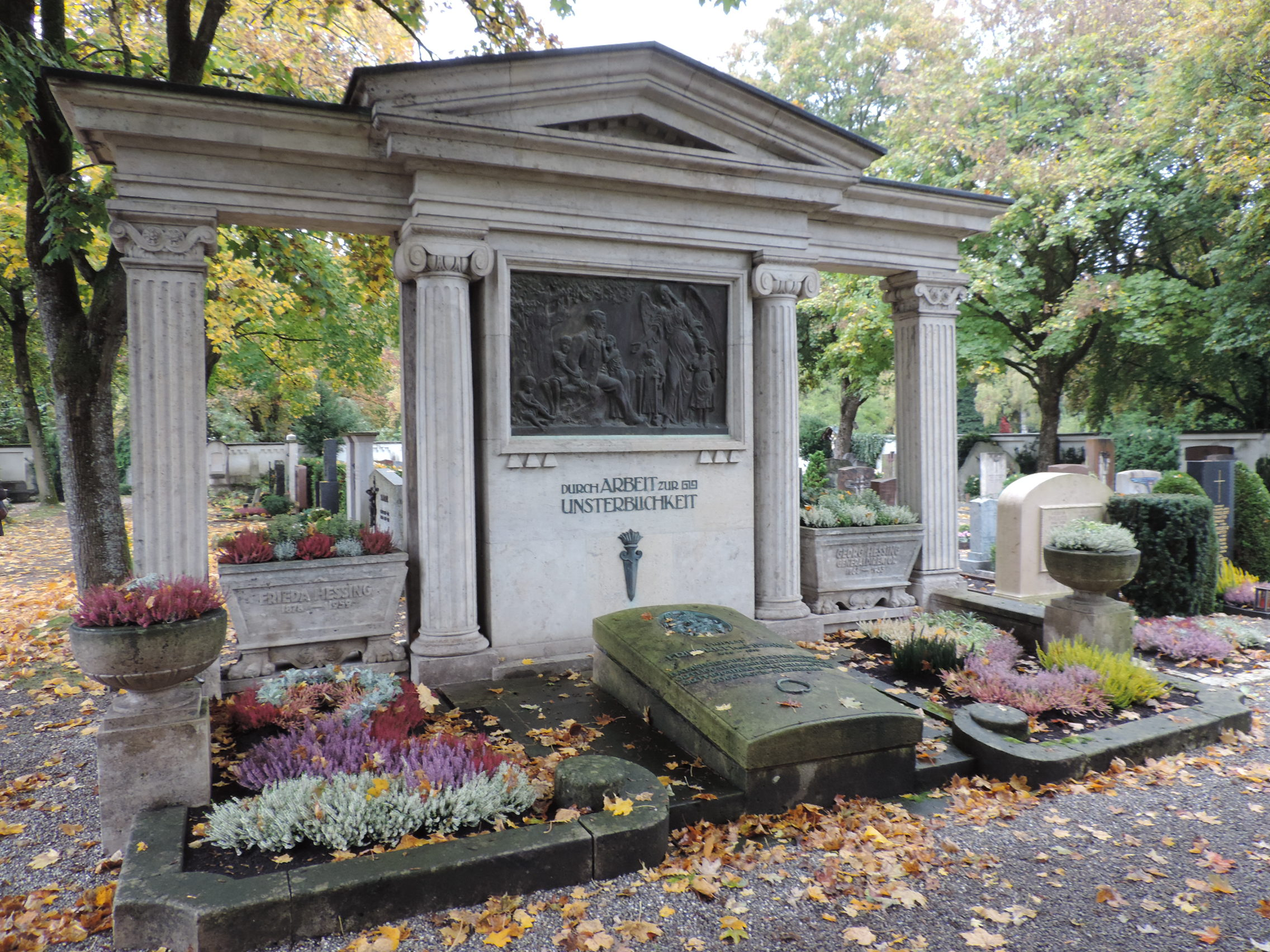
Grabstätte von Friedrich Hessing
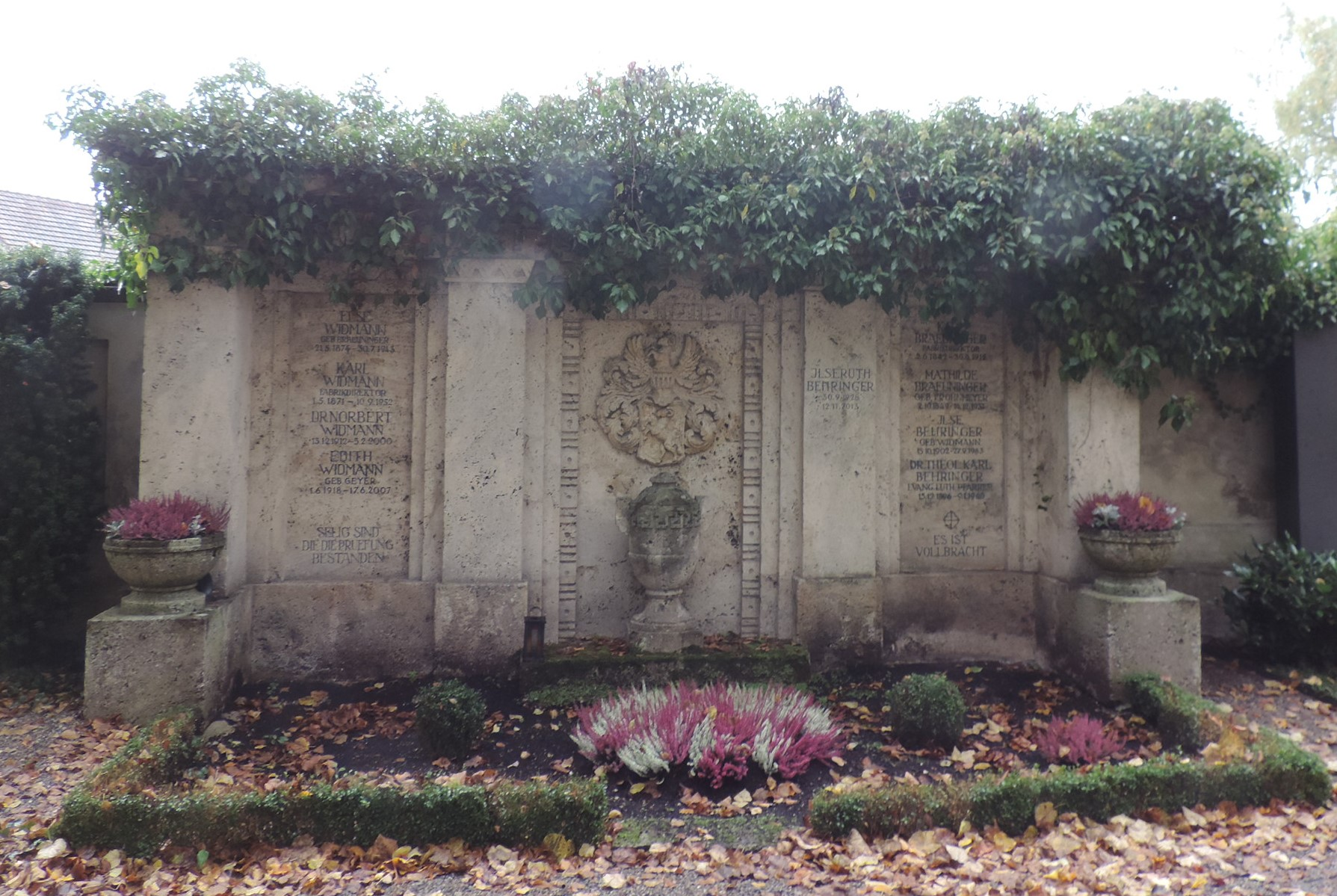
Alte Grabstätte
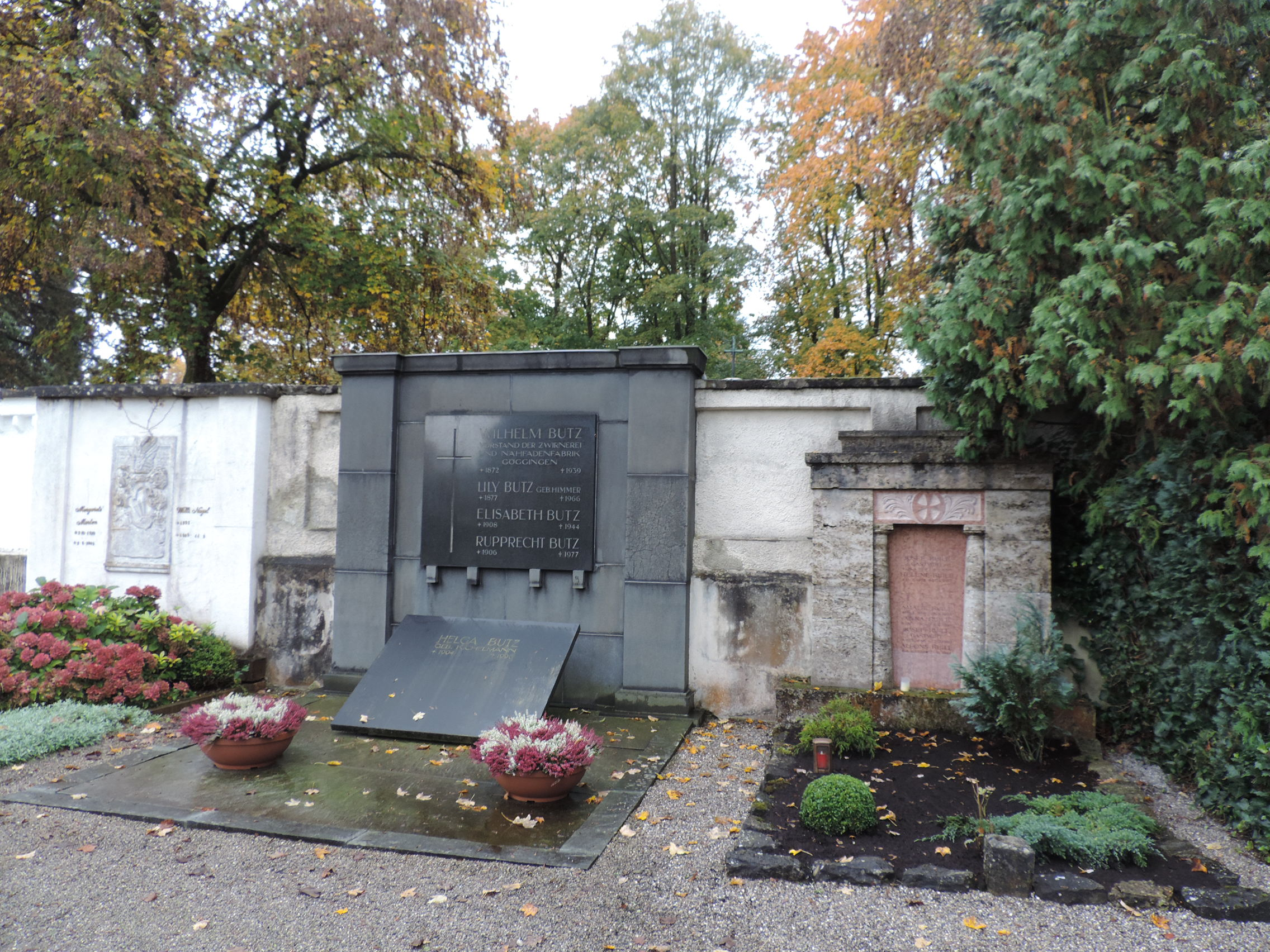
Ehrengrab der Stadt Augsburg von Wilhelm Butz
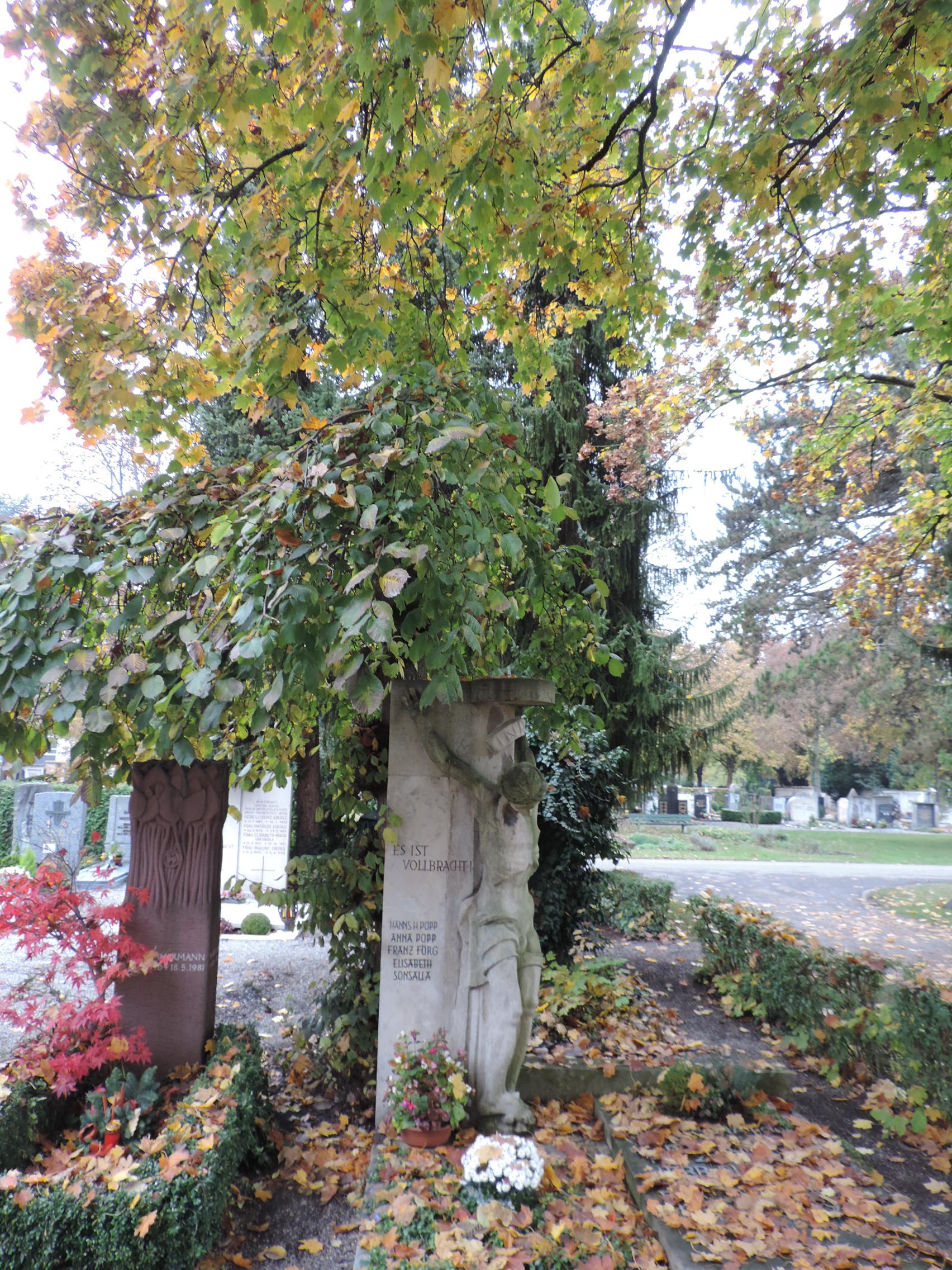
Blick auf den Friedhof
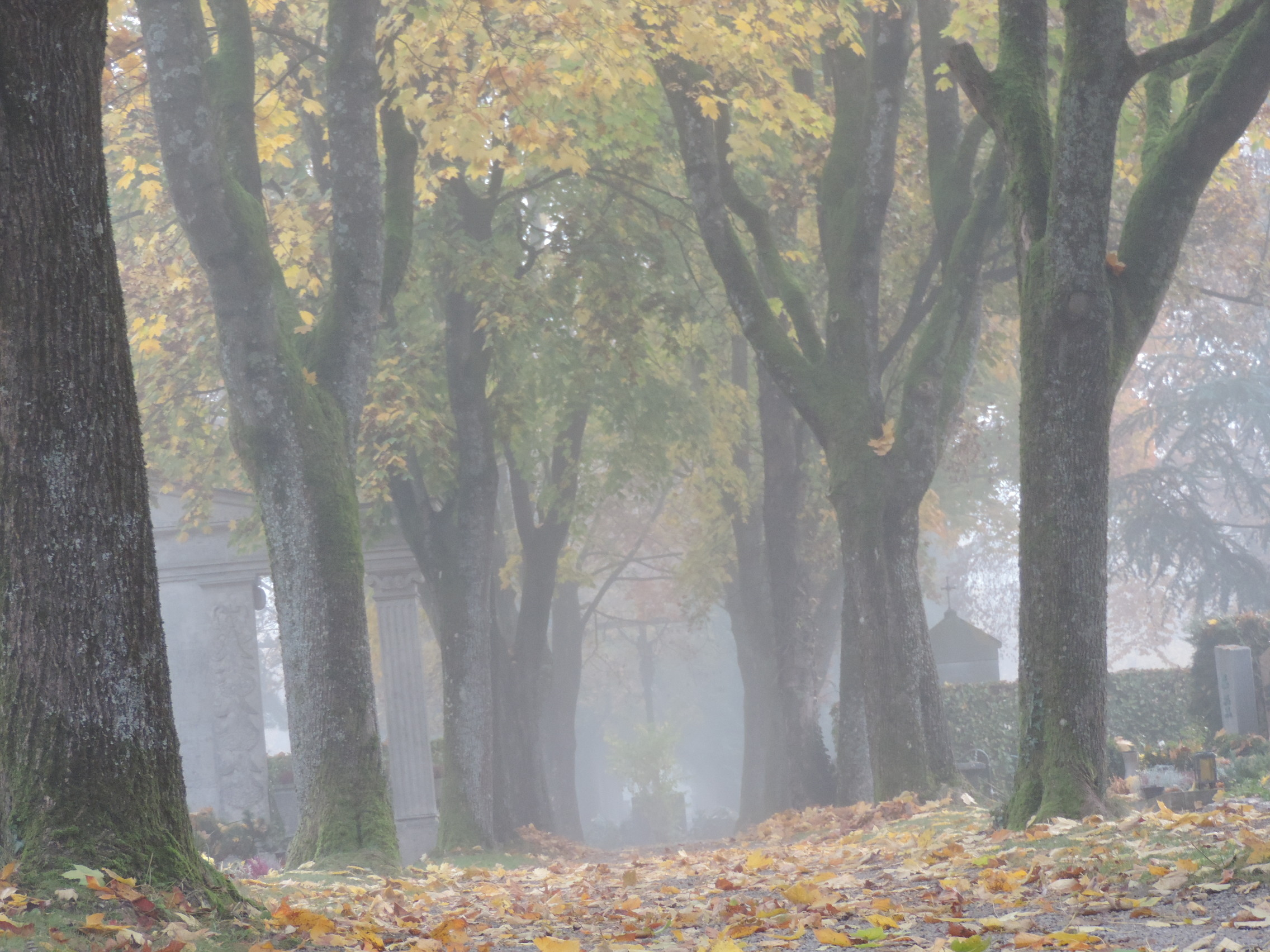
Die Friedhofsallee im Morgennebel
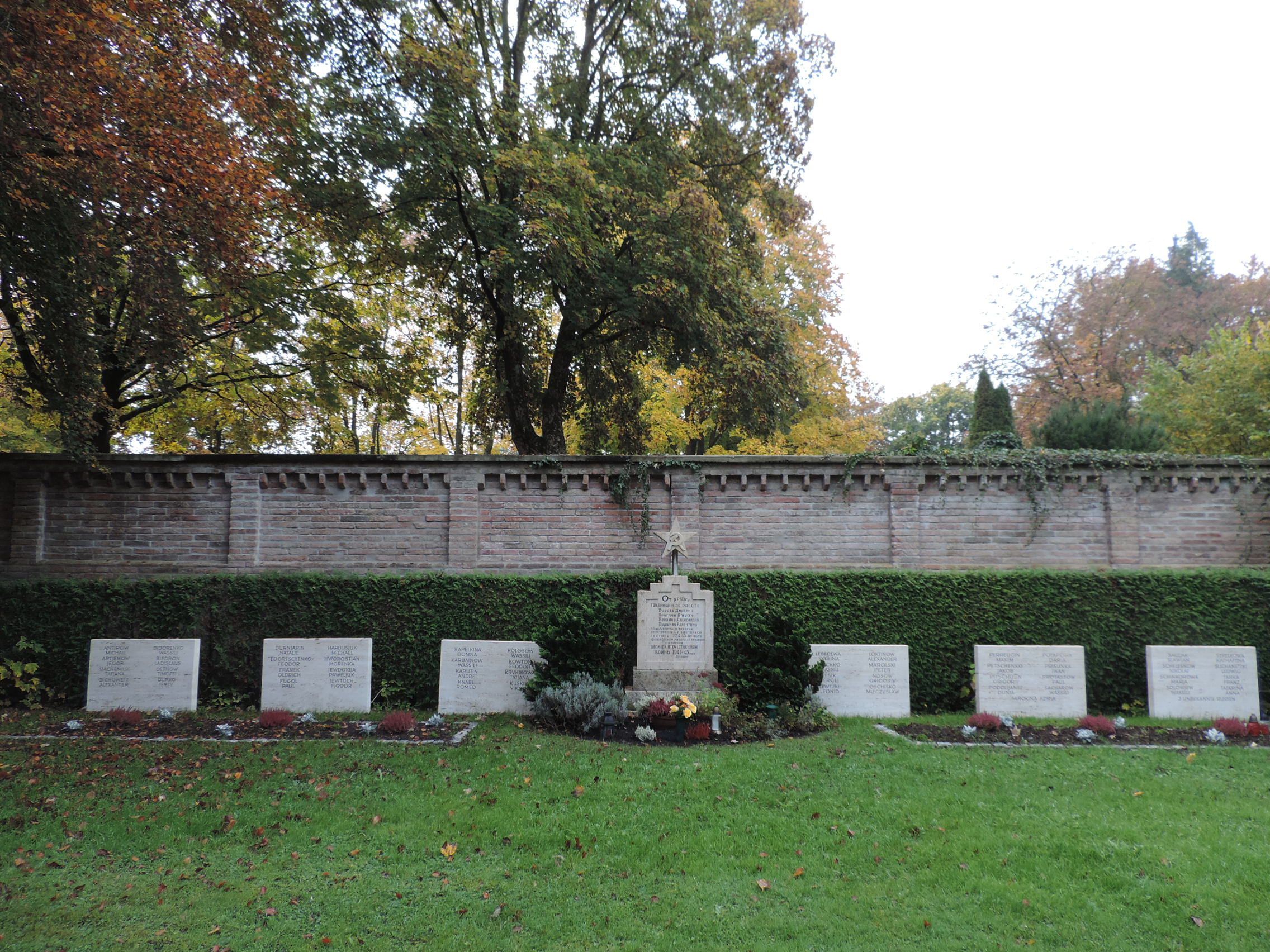
Russisches Gräberfeld
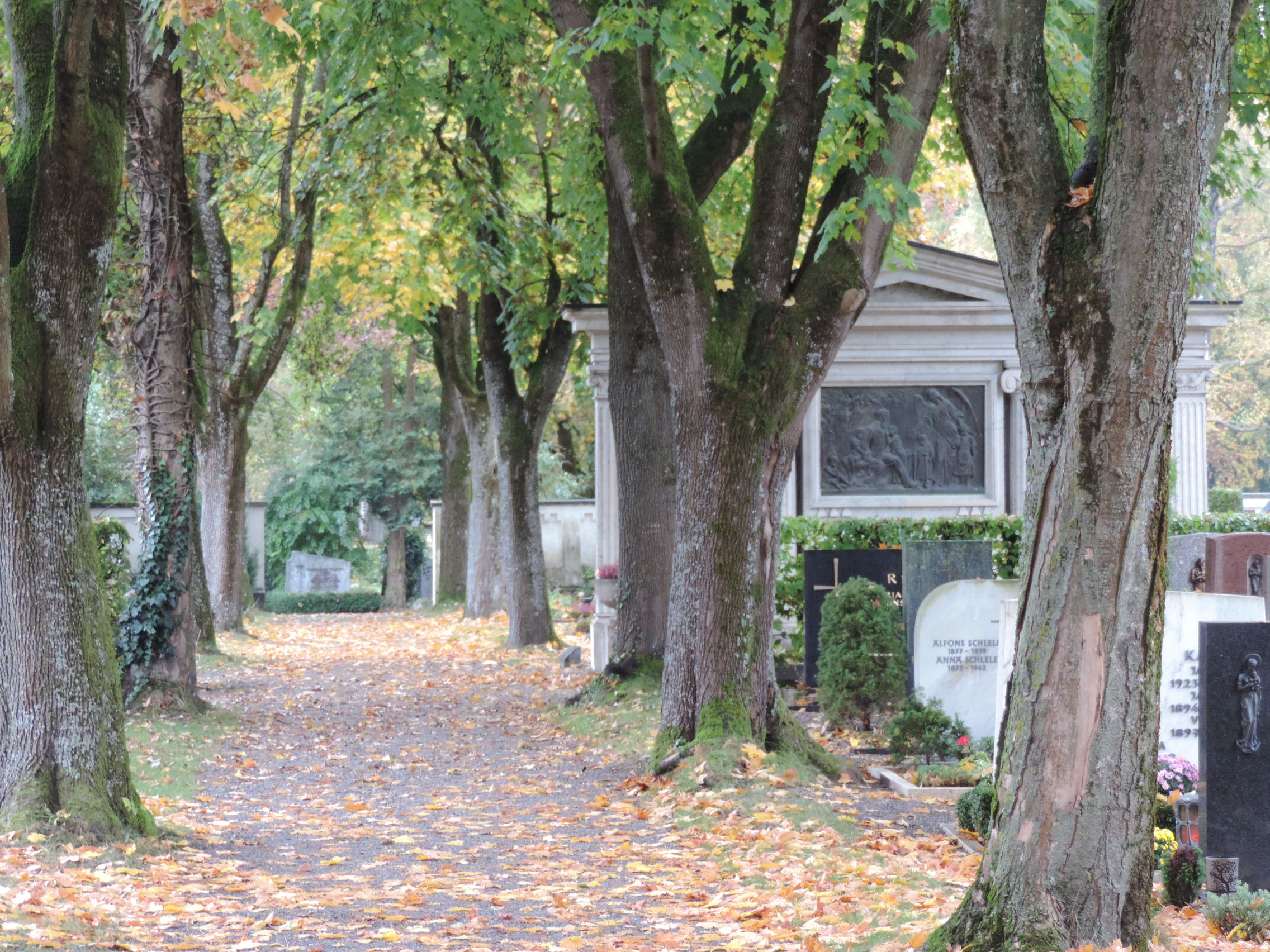
Kleine Alleen befinden sich auf dem Friedhof
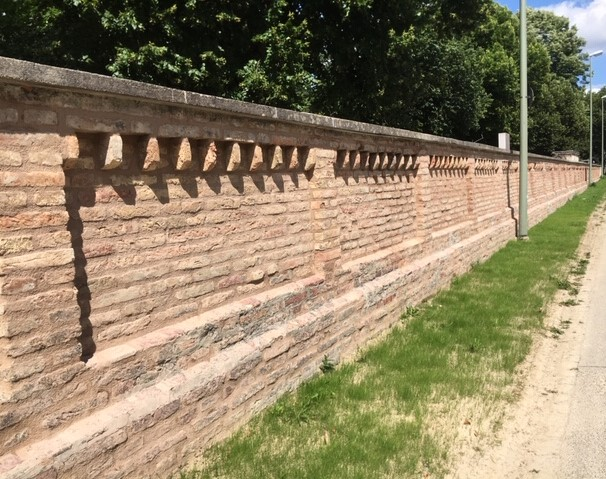
Neu renovierte und unter Denkmalschutz stehende Friedhofsmauer